# 大前均
大前 均（、1935年12月19日 - 2011年3月1日）は、日本の元俳優。旧芸名は大前 釣（読み同じ）。身長190cm、体重115kg。柔道五段。生前は第一協団、アクターズプロモーションに所属していた。
岐阜県出身。1958年3月、明治大学商学部卒業。

## 来歴・人物
大学を卒業後、日本ケーブルに就職。学生時代から続けていた柔道経験を活かし、会社の実業団チームに所属した。実業団対抗の柔道大会で部を優勝に導き、銀座で祝賀会を催していた店で中村錦之助と出会い、スカウトされる。大前は酔った勢いもあって快諾、翌日には京都に行く中村に付いていき、東映京都撮影所と契約を交わして入社した。
1960年、東映映画『若き日の次郎長 東海の顔役』でデビュー。特撮・時代劇・アクション映画・ヤクザ映画・刑事ドラマとジャンルを問わず、幅広く活躍した。デビュー当初は髪を伸ばし、いわゆる二枚目俳優として活動していた。しかし二枚目俳優としては伸び悩んでいたこと、また、恵まれた体躯を大いに生かせる利点を考え、悪役への転向を試みる。髪を剃りおとし海坊主のような強面、プロレスラー並の巨体を活かした容貌魁偉で、用心棒やボディーガードなどパワーファイター系の役を演じる機会が増えた。千葉真一主演の格闘映画にも複数出演した。また、日本未公開のマカロニウエスタンや香港映画などにもゲスト出演している。1965年に東映との契約が満了し退社、その後、各映画会社の作品に精力的に出演する。
悪役だけではなく個性豊かな役柄を演じるようになる。映画『戦国自衛隊』での懐刀としての重臣、『武士道ブレード』で柔和な笑顔を見せる人の良い力士、テレビドラマ『人造人間キカイダー』での冴えない刑事をコミカルに、『探偵物語』第20話では善人だがアル中の悲運なボクシング・トレーナーなどで幅広い演技を披露している。大林宣彦監督作品の常連でもあり、『ふたり』のトラックの運転手役や『あした』の船長役など、ダンディな声質を生かして薄幸な善人やロマンチストを演じた。
特撮作品で演じたキャラクターでは、『電子戦隊デンジマン』の悪役・バンリキ魔王、素顔での出演ではなかったが『猿の軍団』における猿世界の実力者・ビップ大臣などが知られる。

一男一女の父。妻とは死別している。俳優業の傍ら、池袋西口でスナックを経営していた。料理も得意であり、趣味の釣りで釣り上げた魚を調理して店で振る舞うこともあった。

2011年3月1日、死去。75歳没。

## 出演

### 映画
- 若き日の次郎長 東海の顔役 （1960年、東映） - お相撲常
- 特ダネ三十時間 白昼の脅迫 女の牙 （1960年、東映） - 久保民夫
- 赤穂浪士（1961年、東映） - 多助
- はやぶさ奉行 （1961年、東映） - 雲右衛門
- さいころ奉行 （1961年、東映） - 地廻り
- 宮本武蔵 般若坂の決斗 （1962年、東映） - 大坊主
- 真田風雲録 （1963年、東映） - ずく入の清次
- 若様やくざ 江戸っ子天狗 （1963年、東映） - のそ松
- いれずみ突撃隊 （1964年、東映） - 石渡上等兵
- 徳川家康 （1965年、東映） - 銅六
- 日本侠客伝 血斗神田祭 （1966年、東映） - 土手平
- 昭和残侠伝 一匹狼 （1966年、東映） - 仙太
- 東シナ海（1968年、日活) - 鎌田ヤスオ
- 緋牡丹博徒 二代目襲名 （1969年、東映） - 櫓の清吉
- 緯度0大作戦 （1969年、東宝） - 甲保[7][1][2][注釈 1]
- 女親分 喧嘩渡世（1969年、東映） - サイレント
- 蝦夷館の決闘 （1970年、東宝） - 元力士・岩松
- 栄光への反逆 （1970年、東宝） - 禿熊
- 日本侠客伝 昇り龍 （1970年、東映） - 馬場兼吉
- 新座頭市 破れ! 唐人剣 （1971年、東宝） - 勘造
- 極悪坊主 飲む打つ買う （1971年、東映） - くじら山
- 日本やくざ伝 総長への道（1971年、東映） - 荒磯の義助（河合組仔分）
- まむしの兄弟 お礼参り （1971年、東映） - 囚人
- 現代やくざ 血桜三兄弟 （1971年、東映） - 吉川
- 関東テキヤ一家 浅草の代紋（1971年、東映） - 哲
- 虹をわたって （1972年、松竹） - 入道
- 仁義なき戦いシリーズ（東映）
  - 仁義なき戦い （1973年） - 野方守
  - 仁義なき戦い 代理戦争（1973年） - 若松三郎
- 宮本武蔵 （1973年、松竹） - 宝蔵院阿厳
- 山口組三代目 （1973年、東映） - 壮士風の男
- 激突! 殺人拳 （1974年、東映） - ムスカリ[注釈 2]
- 田園に死す （1974年、ATG） - 見世物小屋の大男
- 強盗放火殺人囚（1975年、東映） - 森本
- 子連れ殺人拳 （1976年、東映） - 獄門岳
- 任侠外伝 玄海灘 （1976年、ATG） - 村田
- 最も危険な遊戯 （1978年、東映） - 刑事
- ダイナマイトどんどん （1978年、東映） - 中谷巡査部長
- トラック野郎・突撃一番星 （1978年、東映） - ガードマン
- 殺人遊戯 （1978年、東映） - 大関
- 少林寺vs忍者 （1978年、香港）
- 地獄 （1979年、東映） - 鬼
- 白昼の死角 （1979年、東映） - 配下
- 夜叉ヶ池（1979年、松竹）- 小烏風呂助
- 戦国自衛隊 （1979年、東宝） - 栗林孫市
- 武士道ブレード （1979年、アメリカ・イギリス合作） - 力士
- 必殺シリーズ（松竹）
  - 必殺! THE HISSATSU （1984年、松竹） - 牛鬼
  - 必殺! ブラウン館の怪物たち（1985年、松竹） - 大黒屋用心棒
- 夜汽車（1987年、東映） - 筆の山
- 極道の妻たちII （1987年、東映） - 金崎巌
- 日本殉情伝 おかしなふたり ものくるほしきひとびとの群 （1988年、アートリンクス） - 坊主
- あげまん （1990年、東宝） - 大倉のボディガード
- ふたり （1991年、松竹） - ダンプの運転手
- 寒椿（1992年、東映） - 筆の海
- 彼女が結婚しない理由 （1992年、東北新社）
- 青春デンデケデケデケ（1992年、東映） - 夢の怪人
- はるか、ノスタルジィ （1993年、東映） - 娼家街の元締
- 首領を殺った男 （1994年、東映） - 佐治甚吉
- あした （1995年、東宝） - 呼子丸船長
- 現代仁侠伝 （1997年、東映） - 島崎
- SADA〜戯作・阿部定の生涯 （1998年、松竹） - ドーナツ屋
- 三毛猫ホームズの推理 （1998年、ザナドゥー） - 今井広三
- あの、夏の日〜とんでろ じいちゃん〜 （1999年、東映） - 長助

など

### テレビドラマ
- 新七色仮面（1960年、NET / 東映）
- アラーの使者  (1960年、NET / 東映）- 伊集院博士
- 素浪人 月影兵庫 第6話「宿場は泣いていた」（1965年、NET） - 小手丑
- 名探偵明智小五郎シリーズ 怪人四十面相  第三話 透明怪人（1966年、NTV / 宣弘社） - ゴリラ
- 悪魔くん 第19話「地獄脱出作戦」（1967年、NET / 東映） - 閻魔大王
- 五人の野武士 第12話「十三人の盗賊」（1968年、NTV） - 金平
- 仮面の忍者 赤影 第52話「六大怪獣包囲陣」（1968年、KTV / 東映） - でっかでか東馬[注釈 1]
- バンパイヤ 第9話「マッドバーの秘密」（1968年、CX / 虫プロ商事） - 巨人
- 無用ノ介 第1話「虎穴にはいった無用ノ介」（1969年、NTV） - 押崎源次郎
- 女殺し屋 花笠お竜 第3話「狂犬の歌がきこえる」（1969年、12ch） - さそりの鬼吉
- フラワーアクション009ノ1 第3話「裏切り寝返り大合戦」（1969年、CX） - キングコンブ
- 特命捜査室 第1話「005危機連発」（1969年、フジテレビ）
- 東京バイパス指令 第52話「スパイは貴方のそばにいる」（1969年、NTV）
- 鬼平犯科帳（八代目松本幸四郎版）（1969年、NET / 東宝）
  - 第4話「蛇の眼」- そば屋の亭主[注釈 1]
  - 第11話「老盗の夢」‐ 火前坊権七
- 日本怪談劇場 第9話「怪談 宵宮雨」（1970年、12ch） - 取的
- 千葉周作 剣道まっしぐら 第2話「一心 マキ割り拳法」（1970年、TBS）- 鬼岩
- 時間ですよ2 （1971年、TBS） - 工事現場の男
- 遠山の金さん捕物帳（NET / 東映）
  - 第42話「追いつめられた男」（1971年） - 辰次
  - 第66話「燃える髪の女」（1971年） - 白
  - 第75話「うっちゃられた男」（1971年） - 雷雲
- 清水次郎長 - 保下田の久六
  - 第15話「腹ペコお相撲仁義」（1971年）
  - 第46話「久六!命もらった」（1972年）
- 一心太助 第14話「人情勧進相撲」（1972年、CX / 国際放映） - 岩六
- 大江戸捜査網 (12ch) 
  - 第57話「峠に地獄の雨が降る」（1972年） - 剛造
  - 第134話「夢に賭けた大泥棒」（1973年） - 茂作
  - 第144話「白頭巾参上! 悪を斬る」（1974年） - 法然
  - 第255話「三味の音は殺しの調べ」（1976年） - 日源
- ミラーマン 第41話「謎の異次元怪獣」（1972年、CX / 円谷プロ） - 大男
- 大河ドラマ（NHK）
  - 国盗り物語 （1973年） - 無辺
  - 山河燃ゆ （1984年） - 田島
- 人造人間キカイダー 第36話 - 第38話・第43話 （1973年、NET / 東映） - 大名刑事
- 必殺シリーズ（ABC / 松竹）
  - 必殺仕置人 第8話「力をかわす露の草」（1973年） - 雲衛門
  - 新・必殺仕置人 第34話「軍配無用」（1977年） - 綱錦
  - 必殺仕事人 第35話「飛技万才踊り攻め」（1980年） - 雷門大五郎
  - 新・必殺仕事人 第9話「主水 留守番する」（1981年） - 知識
- ウルトラシリーズ（TBS / 円谷プロ）
  - ウルトラマンタロウ 第14話「タロウの首がすっ飛んだ!」（1973年） - 現場監督
  - ウルトラマンレオ 第20話「見よ!ウルトラ怪奇シリーズ ふしぎな子熊座の少年」（1974年） - ドギュー
  - ウルトラマン80 第35話「99年目の竜神祭」（1980年） - 怪力男
- ファイヤーマン 第21話「殺しの使者デコンとボコン」（1973年、NTV / 円谷プロ） - デコン
- 戦国ロック はぐれ牙 第3話「恨みの館に火を掛けろ」他（1973年、CX） - 兵衛配下
- どっこい大作 第33話「殺し屋にパンを投げろ!!」（1973年、NET） - 武官A
- 水滸伝 （1973年 - 1974年、NTV） - 鉄牛
- 伝七捕物帳 （NTV）
  - 第13話「消えた姫君」（1974年） - 海坊主
  - 第67話「幼なじみに恋が散る」（1975年） - 入道
  - 第86話「返す十手に情けの涙」（1975年） - 久五郎
  - 第121話「男なさけに花が散る」（1976年） - 青鬼
  - 第158話「寄り合う肩に情の十手」（1977年） - 仁八
- 八州犯科帳 第3話「忘れな草に泣く女」（1974年、CX / C.A.L） - 風穴の権三
- SFドラマ 猿の軍団 第3話「魔の山が鳴く!」 - 第26話「喜びの帰還」（1974年 - 1975年、TBS / 円谷プロ） - ビップ大臣
- 右門捕物帖 第5話「通り魔」（1974年、NET）- 髯の大男
- 荒野の素浪人 第2シリーズ 第39話「さらば九十郎」（1974年、NET） - 岩本清源
- 斬り抜ける 第1話「不義者俊平」（1974年、ABC） - お相撲徳
- 寺内貫太郎一家 第22話 （1974年、TBS） - マッサージ師
- 大岡越前 (TBS)
  - 第6部 第32話「越前への挑戦状」 (1982年)  - 梅雪
- 水戸黄門 (TBS)
  - 第6部 第10話「兄妹拳法 絶海の対決 -隠岐-」（1975年） - 竹内玄心
  - 第7部 - トド平
    - 第9話「群狼の罠 -松前-」（1976年7月19日）
    - 第10話「吼えろ!! 北海の火縄銃 -函館-」（1976年7月26日）

  - 第8部 第6話「自慢高慢馬鹿のうち -駿府-」（1977年8月22日） - 大蛇山
  - 第17部 - 赤谷の竜鬼
    - 第8話「老公爆殺危機一髪 -鳥羽-」（1987年10月19日）
    - 第9話「陰謀暴く裏切り忍法 -鳥羽-」（1987年10月26日）

  - 第21部
    - 第1話「悪鬼が巣喰う岡崎城 -水戸・岡崎-」（1992年4月6日） - 呑竜
    - 第28話「黄門一家は用心棒 -諏訪-」（1992年10月12日） - 重蔵

  - 第22部 第1話 - 第10話（1993年） - 千丈坊
  - 第24部 第1話 - 第4話、第6話 - 第8話、第11話、第13話 - 第14話（1995年） - 呑竜
  - 第25部 第37話「豪雨の旅籠の殺人事件 -上山-」（1997年9月8日） - 雲念坊
- 仮面ライダーストロンガー 第7話「ライダー大逆転!!」（1975年、MBS / 東映） - 大木高平
- 賞金稼ぎ 第10話「プロファイターの掟」（1975年、NET）
- プレイガールQ（1975年、12ch / 東映）
  - 第42話「温泉脱ぎ脱ぎ作戦」- 堀口
  - 第47話「抱いた札束裸で消えた」 - 用心棒
- けんか安兵衛 第24話「浅き夢見し」（1975年、KTV） - 玄蕃
- 銭形平次 第487話「鬼の棲む町」（1975年、CX） - 熊寅
- TOKYO DETECTIVE 二人の事件簿 第25話「追い道」（1975年、ABC）
- 破れ傘刀舟 悪人狩り 第75話「裏切りの慕情」（1976年、NET） - 大杉玄馬
- 大都会 闘いの日々 第20話「週末」（1976年、NTV） - 坂田一家の組員
- 子連れ狼 第3部 第10話「魔道旅道しるべ」（1976年、NTV） - 棒槍天海
- お耳役秘帳 第10話「くの一けもの宿」（1976年、KTV） - 六兵ヱ
- 気まぐれ天使（NTV/ユニオン映画）
  - 第1話「忍ぶれど……」（1976年10月6日） - 電車の乗客
  - 第6話「君待てど……」（1976年11月10日） - トルコ店の用心棒
- プロレスの星 アステカイザー （1976年、NET / 円谷プロ）
  - 第1話「かがやけ!アステカの星」
  - 第2話「恐怖のサイボーグ格闘士」 - ストロング・リキ
- 宇宙鉄人キョーダイン （1976年、MBS / 東映）
  - 第34話「のぞくな!! ふしぎな魔法の箱」
  - 第35話「出発! ダダ星ゆき超特急!!」 - 怪力男
- 人魚亭異聞 無法街の素浪人 第18話「港に散った紅い花」（1976年、NET） - 熊蔵
- スーパー戦隊シリーズ（NET・ANB / 東映）
  - 秘密戦隊ゴレンジャー 第78話「黒い妨害電波!! 原始の雄叫び」（1977年） - 黒川隊員
  - ジャッカー電撃隊 第20話「暗黒の使者!! 透明怪物が闇を走る」（1977年） - クライムボス
  - バトルフィーバーJ 第16話「格闘技! 闇の女王」（1979年） - 格闘技怪人、格闘技ロボット
  - 電子戦隊デンジマン 第37話「蛮力バンリキ魔王」〜第51話「ひびけ希望の鐘よ」（1980年） - バンリキ魔王
  - 大戦隊ゴーグルファイブ 第6話「悪役レスラーの愛」（1982年） - ヘルマスク
- 遠山の金さん 杉良太郎版 第1シリーズ（NET / 東映）
  - 第65話「りんどう花が嵐を呼んだ」（1977年）
  - 第96話「お湯の中にも鬼が住む」（1977年）-牛殺しの弥三郎
- 破れ奉行 第23話「片道手形は死の匂い」（1977年、ANB） - 権次
- 桃太郎侍 (NTV)
  - 第44話「手鎖慕情」（1977年） - 仁左ヱ門
  - 第123話「別れに泣いた信州路」（1979年） - 岩吉
  - 第171話「男涙の土俵入り」（1980年） - 谷ヶ岳
- 華麗なる刑事 第15話「暴走! 父ちゃんのダンプ」（1977年、CX） - 村田
- 達磨大助事件帳 第15話「十手に光る父子星」（1978年、ANB / 前進座 / 国際放映） - 鉄造
- 新五捕物帳 (NTV / ユニオン映画)
  - 第17話「男涙に雪が降る」（1978年） - 鉄
  - 第160話「心に描く母の似顔」（1981年） - 三吉
- 西遊記 第2話「長い旅の始まり」（1978年、NTV / 国際放映） - 黒風大王
- 大追跡 （1978年、NTV）
  - 第4話「首領を撃て」
  - 第13話「横浜チンピラ・ブギ」
  - 第26話「サヨナラは銃弾で…」 - 情報屋
- 土曜ワイド劇場 / 大東京四谷怪談（1978年、ANB）- 藤村耕輔
- 大空港 第6話「紙一重の青春」（1978年、CX） - 大入道
- 江戸の渦潮 第21話「まじめ同心 泣き笑い」（1978年、CX）
- 熱中時代 刑事編 （1979年、NTV） - 立花五段
  - 第2話「熱中刑事 vs 謎の怪盗」
  - 第14話「タンジョウビオメデトウ」
- 雲霧仁左衛門 第5話「松屋襲撃」（1979年、KTV） - 櫓の福右衛門
- 江戸の激斗 第15話「帰って来た藤太」（1979年、CX） - 惣五郎
- 土曜ワイド劇場 / 江戸川乱歩の美女シリーズ 第8話「悪魔のような美女」（1979年、ANB） - 船長
- そば屋梅吉捕物帳 第8話「草笛に泣く流れ星」（1979年、12ch / 国際放映） - 笠岡
- 探偵物語 第20話「逃亡者」（1980年、NTV） - トニー大沼
- 将軍 SHŌGUN（1980年、アメリカNBC）
- お化けのサンバ（1980年 - 1981年、12ch） - フランケン
- 噂の刑事トミーとマツ 第49話「当った星占い! 今日は水難の相」（1980年、TBS / 大映テレビ）
- 吉宗評判記 暴れん坊将軍 第178話「土俵に賭けた舞扇」（1981年、ANB） - 荒岩金五郎
- 長七郎天下ご免! 第66話「乾杯!げんこつ医者」（1981年、テレビ朝日）- 亀造
- プロハンター 第3話「逃亡遊戯」（1981年、NTV）
- 土曜ワイド劇場 / 松本清張の危険な斜面 （1982年、ANB）
- 時代劇スペシャル / 清水次郎長 筑波おろし 義侠の仇討（1983年、CX） - 団蔵
- 火曜サスペンス劇場 / 麗猫伝説 （1983年、NTV）
- 特命刑事ザ・コップ 第6話「さらわれた女を追え!」（1985年、ABC）
- 誇りの報酬 第14話「萩原刑事が撃たれた」（1986年、NTV） - 倉持はじめ
- なんて素敵にジャパネスク （1986年、NTB）
- TBS大型時代劇スペシャル（TBS）
  - 太閤記（1987年）
  - 織田信長（1989年）
  - 平清盛（1992年）
- 世界忍者戦ジライヤ （1988年、ANB / 東映） - 牢忍ハブラム
  - 第1話「磁雷矢VS妖魔一族」
  - 第3話「牢忍ハブラムの秘宝!!」
  - 第15話「呪いの魔女伝説」
- 隠密・奥の細道 第23話「敦賀に舞った母恋鳥」（1989年、TX）
- 鬼平犯科帳 (CX)
  - 第1シリーズ 第12話「兇剣」（1989年） - 大河内一平
  - 第4シリーズ 第12話「埋蔵金千両」（1993年） - 中村宗仙
- また又・三匹が斬る! 第5話「悪の華、散らせて見せます美保の関」（1991年、テレビ朝日） - 熊五郎
- 名奉行 遠山の金さん （ANB / 東映）
  - 第3シリーズ 第22話「お婆ちゃんの復讐」（1991年） - 権太
  - 第8シリーズ（遠山の金さんVS女ねずみ）第1話「八百八町に連続放火魔」（1997年） - 熊吉
- あばれ八州御用旅（TX）
  - 第3シリーズ 第5話「一天地六 賽の目地獄」（1992年） - 相撲常
  - 第4シリーズ 第1話「男涙の大利根無情! 抜け荷街道の謎を追え!」（1994年） - 安造
- 付き馬屋おえん事件帳 スペシャル「散る花 咲く花 吉原と大奥の光と影!」（1993年、TX）
- 殿さま風来坊隠れ旅 第18話「女を捨てた!? 天才女医」（1994年、ANB）
- 三毛猫ホームズの推理 女子大寮連続殺人!（1996年、ANB）
- 恋はあせらず 第6話「俺たちは天使じゃない」（1998年、CX）
- 御家人斬九郎 第5シリーズ 第2話「箱根の鬼」（2001年11月13日、CX / 映像京都） - 足柄軍平
- 子連れ狼 第2部 第4話「愛と死の道中陣! 亡き妻の哀しき面影」（2003年、EX）
- 女と愛とミステリー / みんな誰かを殺したい （2004年、TX / BSジャパン）
- DRAMA COMPLEX / 理由 （2005年、NTV）

### バラエティ
- 8時だョ!全員集合 （1981年1月24日、TBS） - 渡世人
- ドリフ大爆笑'82 （1982年5月25日、CX） - 飲み屋の用心棒
- ウッチャンナンチャンのやるならやらねば （1991年6月、CX） - 「燃えつきてドラゴン」用心棒
- 志村けんのだいじょうぶだぁ 放送200回スペシャル　-　銀行口座名義「まつだせいこ」 役

### CM
- シーチキン